# Manfred Neuwirth
Manfred Neuwirth (* 1954) ist ein österreichischer Regisseur, Produzent, Kameramann und Medienkünstler.
Manfred Neuwirth studierte Publizistik, Informatik und Geschichte. Er ist Gründungsmitglied der Medienwerkstatt Wien und war bis 2013 Geschäftsführer der loop media.

## Auszeichnungen
- Manifestation International Video Montbeliard
- Belgischer Fernsehpreis Prix R.T.B.F.
- Medienkunstpreis Niederösterreich
- Wiener Filmpreis – Lobende Erwähnung
- Onion City Film Festival Chicago – Majorie Keller Audience Choice Award
- 2003: Österreichischer Würdigungspreis für Filmkunst[1]
- 2015: Diagonale-Preise in den Kategorien Bildgestaltung sowie Sounddesign für Aus einem nahen Land
- 2015: Niederösterreichischer Kulturpreis – Würdigungspreis[2]

## Werkliste
- ASUMA (mit Gerda Lampalzer und Gustav Deutsch / 1982)
- WOSSEA MTOTOM – Die Wiese ist grün im Garten von Wiltz (mit Gerda Lampalzer und Gustav Deutsch / 1983–84)
- Experten (1986)
- Erinnerungen an ein verlorenes Land (1988)
- Wienminuten (1991)
- Vom Leben Lieben Sterben – Erfahrungen mit Aids (mit Walter Hiller/1992 - 93)
- The End Of The Gang Of Four (1993)
- barkhor round (1994)
- Im Gedächtnis (1995)
- Tibetische Erinnerungen (1988–95)
- manga train (1998)
- balkan-syndrom (2000)
- Bilder, die das Herz schneller schlagen lassen (2003)
- Private News (2003)
- [ma] Trilogie – DVD Edition (2004)
- Tibet Revisited (2005)
- Aquarium (2006)
- scapes and elements (2011)
- Lunar Society (2011)
- Bergauf (2012)
- Wachau (2012)
- Vom Leben Lieben Sterben – 20 Jahre später (2013)[1]
- Aus einem nahen Land (24 Szenen aus Kritzendorf)